# Kabinet-Mollet
Frankrijk heeft in de periode van 1956 tot 1957 één kabinet-Mollet gekend.

## Chronologie

### 1956
- 2 januari : De Franse parlementsverkiezingen worden gewonnen door het centrumlinkse Front Républicain en Guy Mollet (SFIO) wordt door president René Coty benoemd tot formateur.
- 24 januari : Einde van het kabinet-Faure II.
- 1 februari : Start kabinet-Mollet.
- 6 februari : Premier Mollet bezoekt Algerije en besluit tot een harde lijn tegen de Algerijnse vrijheidsstrijders.
- 12 april : Verlenging militaire dienstplicht van 6 naar 9 maanden in verband met de situatie in Algerije.
- 29 oktober : Begin van de Suezcrisis, gezamenlijke Israëlische-Franse-Britse militaire acties tegen Egypte n.a.v. de nationalisering van het Suezkanaal.

### 1957
- 7 januari : Begin van de grootschalige militaire operaties in Algerije, aanvankelijk door de "para's" onder leiding van generaal Jacques Massu.
- 16 januari : Mislukte bazookaaanslag op het leven van generaal Raoul Salan.
- 25 maart : Ondertekening - ook door Frankrijk - van de Verdragen van Rome; oprichting van de Europese Economische Gemeenschap (EEG).
- 21 mei : Einde van het kabinet-Mollet.
- 12 juni : Begin van het kabinet-Bourgès-Maunoury.

## Kabinet-Mollet (1 februari1956-13 juni1957)
- Guy Mollet (SFIO) - Président du Conseil (premier)
- Christian Pineau (SFIO) - Minister van Buitenlandse Zaken
- Maurice Bourgès-Maunoury (PRS) - Minister van Nationale Defensie
- Jean Gilbert-Jules (PRS) - Minister van Binnenlandse Zaken
- Robert Lacoste (SFIO) - Minister van Binnenlandse Zaken en Economische Zaken
- André Morice (PRS) - Minister van Industrie
- François Mitterrand (UDSR) - Minister van Justitie
- René Billères (PRS) - Minister van Onderwijs, Jeugd en Sport
- François Tanguy-Prigent (SFIO) - Minister van Veteranen en Oorlogsslachtoffers
- Gaston Defferre (SFIO) - Minister van Franse Overzeese Gebiedsdelen
- Albert Gazier (SFIO) - Minister van Sociale Zaken
- Pierre Mendès France (PRS) - Minister van Staat

Wijzigingen
- 14 februari 1956 - Paul Ramadier (SFIO) volgt Lacoste op als minister van Financiën en Economische Zaken. Morice (PRS) verlaat het kabinet en wordt niet vervangen als minister van Industrie.
- 21 februari 1956 - Jacques Chaban-Delmas (CNRS) neemt als minister van Staat zitting in het kabinet.
- 23 mei 1956 - Pierre Mendès France verlaat het kabinet uit onvrede over het Algerijebeleid.